# Andover (Maine)
Andover és una població dels Estats Units a l'estat de Maine (EUA). Segons el cens del 2000 tenia 864 habitants.

## Demografia
Segons el cens del 2000, Andover tenia 864 habitants, 359 habitatges, i 257 famílies. La densitat de població era de 5,8 habitants per km².
Dels 359 habitatges en un 27,6% hi vivien nens de menys de 18 anys, en un 61,8% hi vivien parelles casades, en un 5,8% dones solteres, i en un 28,4% no eren unitats familiars. En el 23,4% dels habitatges hi vivien persones soles el 9,2% de les quals corresponia a persones de 65 anys o més que vivien soles. El nombre mitjà de persones vivint en cada habitatge era de 2,41 i el nombre mitjà de persones que vivien en cada família era de 2,81.
Per edats la població es repartia de la següent manera: un 23,3% tenia menys de 18 anys, un 3,5% entre 18 i 24, un 28% entre 25 i 44, un 30,7% de 45 a 60 i un 14,6% 65 anys o més.
L'edat mediana era de 42 anys. Per cada 100 dones de 18 o més anys hi havia 100,3 homes.
La renda mediana per habitatge era de 36.058 $ i la renda mediana per família de 40.855 $. Els homes tenien una renda mediana de 32.031 $ mentre que les dones 20.000 $. La renda per capita de la població era de 20.253 $. Entorn del 9% de les famílies i el 12,2% de la població estaven per davall del llindar de pobresa.